# Niagara (gruppo musicale francese)
I Niagara sono stati un gruppo musicale francese. In carriera hanno venduto oltre due milioni e mezzo di dischi.

## Storia della band
Il gruppo si formò a Rennes nel 1982, frutto della relazione dell'allora studentessa di storia dell'arte Muriel Laporte e del musicista Daniel Chenevez. La coppia iniziò a comporre musica e ad esibirsi insieme al chitarrista José Tamarin con il nome L'Ombre jaune ("L'ombra gialla").
Nel 1984 il gruppo si ribattezzò Niagara, in onore del film omonimo di Henry Hathaway, e la Laporte adottò il nome d'arte Muriel Moreno. Dopo aver vinto il concorso per band emergenti, il gruppo fu messo sotto contratto dalla Polydor e ottenne un immediato successo con il singolo d'esordio "Tchiki boum" e con il singolo successivo "L'amour à la plage". Nel 1986 Tamarin abbandonò il gruppo, e nel 1987 il duo superstite tenne la sua prima tournée, esibendosi tra l'altro all'Olympia di Parigi.
A partire dal secondo album Quel enfer !, i testi divennero più impegnati e pessimisti e il duo abbandonò progressivamente le sonorità pop a favore di quelle rock. All'indomani dell'album La Vérité e di un ultimo fortunato tour, nel 1993 il duo si separò ufficialmente, e Laporte e Chenevez intrapresero due carriere soliste.

## Discografia
Album in studio
- 1986 : Encore un dernier baiser
- 1988 : Quel enfer !
- 1990 : Religion
- 1992 : La Vérité

Compilation
- 2002 : Flammes

Singoli
- 1985 : "Tchiki boum"
- 1986 : "L'amour à la plage"
- 1986 : "Je dois m'en aller"
- 1987 : "Quand la ville dort"
- 1988 : "Assez !"
- 1988 : "Soleil d'hiver"
- 1989 : "Flammes de l'enfer"
- 1989 : "Baby Louis"
- 1990 : "J'ai vu"
- 1990 : "Pendant que les champs brûlent"
- 1991 : "Psychotrope"
- 1991 : "La vie est peut-être belle"
- 1992 : "La fin des étoiles"
- 1993 : "Un million d'années"
- 1993 : "Le minotaure"